# Va Va Voom
Va Va Voom — песня тринидадской рэп-исполнительницы Ники Минаж из её второго студийного альбома Pink Friday: Roman Reloaded, вошедшая в его делюкс-версию. Был издан в качестве пятого и финального сингла из альбома. 12 сентября 2012 года, был отправлен на радиостанции Великобритании, а 23 октября состоялся релиз во всем мире. Планировалось выпустить песню первым синглом из альбома, но в связи с перенесением даты релиза альбома, решение было пересмотрено и первым синглом стал «Starships».
Va Va Voom песня в жанре электро поп, лирика которой повествует о сексуальных отношениях с женатым мужчиной. После релиза альбома, критики положительно оценили танцевальное звучание песни, назвав её «радио эталоном». Музыкальное видео было снято в конце 2011 года, однако Минаж не хотела выпускать клип, так как была недовольна конечным результатом съёмки. Va Va Voom была добавлена в сет лист турне «Pink Friday: Reloaded Tour» и «The Pinkprint Tour».

## Чарты
| Chart (2012-13)                            | Peak position |
| ------------------------------------------ | ------------- |
| Австралия (ARIA)                           | 36            |
| Австрия (Ö3 Austria Top 40)                | 53            |
| Бельгия/Фландрия (Ultratip Bubbling Under) | 6             |
| Belgium (Ultratop Flanders Dance)          | 32            |
| Belgium (Ultratop Flanders Urban)          | 21            |
| Бельгия/Валлония (Ultratip Bubbling Under) | 1             |
| Belgium (Ultratop Wallonia Dance)          | 5             |
| Канада (Billboard Canadian Hot 100)        | 18            |
| Чехия (Rádio — Top 100)                    | 32            |
| Финляндия (Suomen virallinen lista)        | 30            |
| Франция (SNEP)                             | 54            |
| Германия (GfK)                             | 34            |
| Венгрия (Rádiós Top 40)                    | 28            |
| Ирландия (IRMA)                            | 13            |
| Новая Зеландия (Recorded Music NZ)         | 20            |
| Шотландия (OCC Scotland)                   | 20            |
| Словакия (Rádio — Top 100)                 | 19            |
| Швейцария (Schweizer Hitparade)            | 47            |
| Великобритания (OCC UK Singles)            | 20            |
| UK R&B (Official Charts Company)           | 3             |
| США (Billboard Hot 100)                    | 22            |
| США (Billboard Dance Club Songs)           | 3             |
| США (Billboard Pop Airplay)                | 13            |
| США (Billboard Rhythmic)                   | 8             |

|

### Финальный годовой чарт
| Chart (2013)              | Position |
| ------------------------- | -------- |
| Canada (Canadian Hot 100) | 92       |